# Ante Anin
Ante Anin (1966.) je njemački arhitekt porijeklom iz Hrvatske
Od 1986. do 1990. godine radi u studiju arhitekture u Wuppertalu. Od 1990. do 1994. godine radi u različitim arhitektonskim uredima, 1994. radi za Stefan Jerominoma u Düsseldorfu, a od 1998. godine za Stefan Jerominom i Dimitrios Fitilidis. Jedan od najpoznatijih projekata u Hrvatskoj je Sky Office Tower u Zagrebu.